# Gildoria elegans
Gildoria elegans är en stekelart som beskrevs av Karl-Johan Hedqvist 1974. Gildoria elegans ingår i släktet Gildoria och familjen bracksteklar. Inga underarter finns listade i Catalogue of Life.